# あいと地球と競売人
『あいと地球と競売人』（あいとちきゅうときょうばいにん）は、坪田愛華による地球環境漫画『地球の秘密』をモチーフとするミュージカル。

## 概要
斐川町立西野小学校の当時6年生だった坪田愛華（つぼた あいか、1979年11月26日-1991年12月27日）が学校の課題として描き上げた地球環境漫画『地球の秘密』をモチーフにした県民ミュージカル。
キャストやスタッフは、ほとんどが島根県民であり、1回の公演で250名もの県民が参加している。キャストは公演ごとに公募し、オケはほぼ地元の吹奏楽団で編成される。
1994年の初演以来、県内をはじめ鳥取県や富山県（利賀芸術村）など数十回上演しており、2005年には、愛知万博で上演しEXPOドームで満員の3000人を動員。2007年には、初めて東京（こどもの城 青山劇場）で上演し、2日で延べ2400人を動員した。
2007年、社会保障審議会児童福祉文化財に推薦された。
県外の県民・市民ミュージカルなどでも同作が上演されている。

## 歴史
- 1994年3月29日：第3回島根音楽祭にて初演。
- 1994年8月：「国連地球環境子供サミットインしまね」の協賛行事で再演。
- 1997年、第4回全国環境教育フェアにて公演。
- 2002年：第17回国民文化祭・とっとり2002演劇祭にて公演。
- 2005年：愛・地球博（愛知万博）にて公演（3000人動員）。
- 2007年：初の東京公演（2400人動員）。
- 2013年：20周年記念公演。
- 2018年：5年ぶりに復活（メテオプラザ公演）[1]。
- 2019年：県内公演史上最年少の小学4年生2人による主役（ダブルキャスト）、うち1人は史上初の男の子が主役「あい（君）」役に。

## ストーリー
汚れた地球を競売にかけて売り払おうと考えていた妖怪の首領。しかし、地球はまだまだ綺麗なのでなかなか売れなかった。そのため、妖怪たちは地球を汚して手に入れようと企んでいた。そんなことが起こっているとも知らず、地球の子どもたちは日々を送っていた。それを見たあいちゃんは、地球環境を守ることの大切さを語るが、友達にはなかなかわかってもらえない。あいちゃんは人間たちが助け合えば地球を守ることができると確信し、その気持ちを漫画で訴えていくことを決意する。そんなあいちゃんの希望や夢に妖怪たちは危機感をつのらせ、あいちゃんの元へ死神を向かわせる。

## スタッフ
- 原作：坪田愛華『地球の秘密』
- 監修・総合振付・演出：山田卓
- 脚本・作詞：東龍男
- 作曲：平吉毅州
- 編曲：真島俊夫
- 舞台芸術・アドバイザー：土屋茂昭
- 衣装：任田幾英
- 演出：和田史朗、井上思、馬庭悟堂
- 振付：山口正義、木村かなえ、目次裕子
- 音楽監督：原豊、河添達也、今岡正治
- 企画・制作：しまね文化振興財団、島根県民会館、ミュージカル「あいと地球と競売人」製作委員会、あいと地球と競売人自主企画実行委員会

## 使用楽曲
- 「すきさ すきさ」（作詞：東龍男、作曲：平吉毅州）
- 「ちいさくても」（作詞：東龍男、作曲：平吉毅州）
- 「ともだちだから」（作詞：東龍男、作曲：平吉毅州）

## 公演
| 回 | 年月日                   |                          | 会場                              | 備考 |
| -- | ------------------------ | ------------------------ | --------------------------------- | --- |
| 1  | 1994年3月29日            | 初公演                   | 出雲市民会館                      | 第3回島根音楽祭にて                                                                                          |
| 2  | 1994年8月2日             | 地球環境子供サミット公演 | 島根県民会館                      | 国連地球環境子供サミットにて                                                                                 |
| 3  | 1995年8月6日             | 自主企画事業             | 島根県民会館                      | 島根県民会館の企画事業                                                                                       |
| 4  | 1996年8月3日 - 4日       | 自主企画事業             | 島根県民会館                      | 島根県民会館の企画事業                                                                                       |
| 5  | 1997年2月9日             | 自主企画事業             | 石西県民文化会館                  | 石西県民文化会館の企画事業                                                                                   |
| 6  | 1997年8月2日 - 3日       | 自主企画事業             | 島根県民会館                      | 島根県民会館の企画事業                                                                                       |
| 7  | 1997年11月26日           | 環境教育フェア公演       | 島根県民会館                      | 第4回全国環境教育フェアにて                                                                                  |
| 8  | 1998年8月1日 - 2日       | 自主企画事業             | 島根県民会館                      | 島根県民会館の企画事業                                                                                       |
| 9  | 1999年2月13日 - 14日     | 自主企画事業             | 石西県民文化会館                  | 石西県民文化会館の企画事業                                                                                   |
| 10 | 1999年7月31日 - 8月1日   | 自主企画事業             | 島根県民会館                      | 島根県民会館の企画事業                                                                                       |
| 11 | 2001年9月23日 - 24日     | 川本町と合同公演         | 悠邑ふるさと会館                  | |
| 12 | 2002年8月17日 - 18日     | 自主企画事業             | 島根県民会館                      | 島根県民会館の企画事業                                                                                       |
| 13 | 2002年10月26日 - 27日    | 国民文化祭プレビュー公演 | 島根県民会館                      | |
| 14 | 2002年11月3日            | 鳥取国民文化祭公演       | 淀江町文化センター                | 第17回国民文化祭・とっとり2002演劇祭                                                                         |
| 15 | 2003年10月18日 - 19日    | 川本町と合同公演         | 悠邑ふるさと会館                  | |
| 16 | 2003年10月25日           | 川本町と合同公演         | 富山県利賀村                      | 舞台芸術活性化事業                                                                                           |
| 17 | 2004年3月6日             | 環境フェスティバル公演   | 石西県民文化会館                  | グラントワプレコンサート vol.3                                                                               |
| 18 | 2005年3月12日 - 13日     | 斐川町と合同公演         | 斐川町中央公民館                  | |
| 19 | 2005年5月26日            | 愛知万博公演             | 愛知万博EXPOドーム                | |
| 20 | 2005年7月30日 - 31日     | 愛知万博凱旋公演         | 島根県民会館                      | |
| 21 | 2006年3月26日 - 27日     | 2006松江公演             | 島根県民会館                      | |
| 22 | 2006年10月9日            | 美保関公演               | メテオプラザ                      | |
| 23 | 2007年8月21日 - 22日     | 2007東京公演             | 青山劇場                          | |
| 24 | 2007年9月8日 - 9日       | 松江凱旋公演             | 島根県民会館                      | |
| 25 | 2008年10月12日 - 13日    | 2008松江公演             | 島根県民会館                      | |
| 26 | 2009年8月1日 - 2日       | 2009松江公演             | 島根県民会館                      | |
| 27 | 2010年2月7日             | 大田公演                 | 大田市民会館                      | |
| 28 | 2011年3月27日            | 益田公演                 | 島根県芸術文化センター グラントワ | |
| 29 | 2011年8月7日             | 2011鳥取公演             | 鳥取県立県民文化会館              | |
| 30 | 2011年8月27日 - 28日     | 2011松江公演             | 島根県民会館                      | |
| 31 | 2013年8月17日 - 18日     | 2013松江公演             | 島根県民会館                      | 20年記念公演                                                                                                 |
| 32 | 2013年10月5日            | 2013隠岐公演             | 隠岐の島町総合体育館              | 20年記念公演                                                                                                 |
| 33 | 2018年9月16日 - 17日     | 2018メテオプラザ公演     | メテオプラザ                      | |
| 34 | 2019年9月21日 - 23日     | 2019メテオプラザ公演     | メテオプラザ                      | |
| 35 | 2021年11月20日 ‐ 23日    | 2021メテオプラザ公演     | メテオプラザ                      | |
| 36 | 2022年11月3日、5日 - 6日 | 2022メテオプラザ公演     | メテオプラザ                      | |
| 37 | 2022年11月20日           | 2022年出雲公演           | 斐川文化会館                      | |
| 38 | 2023年9月16日-17日       | 2023メテオプラザ公演     | メテオプラザ                      | 30年記念公演                                                                                                 |
| 39 | 2023年10月15日           | 2023島根県民会館公演     | 島根県民会館                      | 30年記念公演/2023-24年度 国際ロータリー第2690地区 鳥取 島根 岡山 地区大会記念事業/日本海テレビ65周年記念公演 |
| 40 | 2025年2月16日            | 出雲公演                 | 大社文化プレイスうらら館          | |
| 41 | 2025年2月24日            | 大田公演                 | 大田市民会館                      | |